# Brive-la-Gaillarde

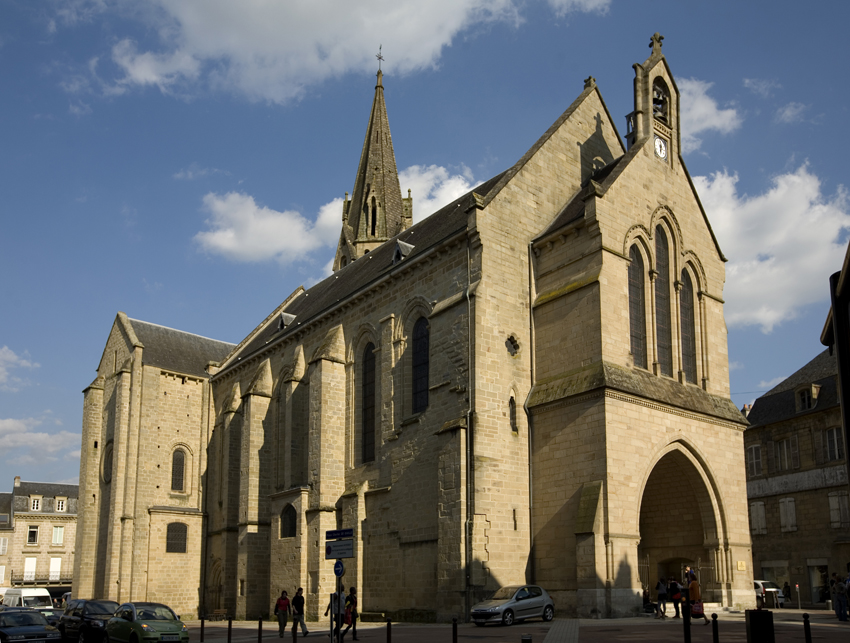
Kolegiata w Brive-la-Gaillarde (2008)

Brive-la-Gaillarde (wymowaⓘ) – miejscowość i gmina we Francji, w regionie Nowa Akwitania, w departamencie Corrèze.
Według danych na rok 1990 gminę zamieszkiwało 49 765 osób, a gęstość zaludnienia wynosiła 1024 osoby/km² (wśród 747 gmin Limousin Brive-la-Gaillarde plasuje się na 2. miejscu pod względem liczby ludności, natomiast pod względem powierzchni na miejscu 35.).

## Klimat
| Miesiąc                                                                                          | Sty  | Lut  | Mar  | Kwi  | Maj  | Cze  | Lip  | Sie  | Wrz  | Paź  | Lis  | Gru  | Roczna |
| ------------------------------------------------------------------------------------------------ | ---- | ---- | ---- | ---- | ---- | ---- | ---- | ---- | ---- | ---- | ---- | ---- | ------ |
| Średnie temperatury w dzień [°C]                                                                 | 9.6  | 11.4 | 15.4 | 18.1 | 22.0 | 25.7 | 27.9 | 27.9 | 24.0 | 19.4 | 13.4 | 10.1 | 18,7   |
| Średnie dobowe temperatury [°C]                                                                  | 5.4  | 6.1  | 9.2  | 11.9 | 15.9 | 19.2 | 21.1 | 21.0 | 17.3 | 13.9 | 8.8  | 5.9  | 13,0   |
| Średnie temperatury w nocy [°C]                                                                  | 1.3  | 0.8  | 3.1  | 5.6  | 9.2  | 12.6 | 14.3 | 14.0 | 10.6 | 8.3  | 4.3  | 1.7  | 7,2    |
| Opady [mm]                                                                                       | 73.9 | 59.5 | 66.4 | 87.5 | 87.1 | 78.4 | 63.1 | 67.4 | 73.4 | 79.5 | 85.1 | 82.6 | 904    |
| Średnia liczba dni z opadami                                                                     | 5.8  | 5.6  | 6.8  | 6.8  | 7.6  | 8.0  | 7.9  | 6.8  | 7.5  | 6.8  | 6.5  | 6.2  | 82     |
| Średnie usłonecznienie [h]                                                                       | 85   | 114  | 168  | 185  | 217  | 243  | 264  | 249  | 203  | 141  | 89   | 78   | 2036   |
| Źródło: infoclimat.fr (liczba dni z opadami dla wartości 1 mm, 1991–2020, wysokość 111 m n.p.m.) |      |      |      |      |      |      |      |      |      |      |      |      |        |

## Populacja

Populacja Brive-la-Gaillarde w latach 1962–2008